# 13147 Foglia
13147 Foglia eller 1995 DZ11 är en asteroid i huvudbältet som upptäcktes den 24 februari 1995 av den italienska astronomen Maura Tombelli vid Cima Ekar-observatoriet. Den är uppkallad efter den italienska amatörastronomen Sergio Foglia.
Asteroiden har en diameter på ungefär 6 kilometer och den tillhör asteroidgruppen Koronis.